# Damian Junghanns
Franz Joseph Damian Junghanns (* 29. November 1800 auf Schloss Stocksberg; † 3. Dezember 1875 in Baden-Baden) war Jurist, badischer Landtagsabgeordneter und Teilnehmer an der badischen Revolution 1848/49.

## Leben
Junghanns war der Sohn des Oberamtmanns Franz Georg Junghanns, der im Dienste des Deutschordens stand und später badischer Kreisrat in Wertheim wurde. Er studierte von 1819 bis 1823 in Heidelberg und Göttingen Jura. Hierbei geriet er über seine Mitgliedschaft in der Alten Heidelberger Burschenschaft und der Göttinger Burschenschaft (1821) mit liberal-demokratischem Gedankengut in Verbindung. 1825 wurde er Rechtspraktikant in Mosbach, 1831 stieg er dort zum Hofgerichtsadvokat auf.
1846 gehörte er als Abgeordneter des Wahlkreises 36 (Neckarbischofsheim und Mosbach) der 12. Sitzungsperiode der II. badischen Landtagskammer an. In der nachfolgenden Sitzungsperiode war er nicht vertreten, übernahm dann jedoch 1848 das Mandat seines vorzeitig ausgeschiedenen Bruders Karl Johann Baptist Junghanns für den Wahlkreis 32 (Wiesloch und Neckargemünd). Neben rechtlichen Fragen in Zusammenhang mit der Ablösung der Adelsrechte setzte er sich auch für revolutionäre tagespolitische Themen ein, darunter für eine Amnestie gegen die Beteiligten des Heckeraufstands, gegen die Haftstrafe gegen Joseph Ignaz Peter und für die Weglassung des Zusatzes „von Gottes Ganden“ im Titel des badischen Großherzogs. Aus Protest gegen die mangelnde Reformfähigkeit der Kammer gab er 1849 sein Mandat ab. Gleichzeitig gehörte er vom 29. Mai 1848 bis zum Ende des Rumpfparlaments im Juni 1849 der Frankfurter Nationalversammlung als Abgeordneter für den Wahlbezirk Mosbach-Neckarbischofsheim-Sinsheim-Hoffenheim-Neckargemünd an. Auch dort meldete er sich zu aktuellen Themen zu Wort.
Im Mai 1849 nahm er an der Offenburger Versammlung jenes Jahres teil. Als Ersatzmann gehörte er dem provisorischen Landesausschuss an. Im Juni wurde er in die Konstituierende Badische Landesversammlung entsandt, wo er der Kommission zur Verteilung des ehemaligen Kloster- und Standesherrenbesitzes angehörte. In einer „Proklamation an das deutsche Volk“ trat er für eine realistische Beurteilung der Lage ein, in der die Herbeiführung der Demokratie noch nicht möglich sei, und sprach sich als einziger Vertreter für die Billigung der Rückkehr des badischen Großherzogs aus. Als provisorischen Regenten schlug er Lorenz Brentano vor. Seine Vorschläge fanden allesamt keinen Anklang. Nach sieben Sitzungen der badischen Landesversammlung wandte er sich nach Stuttgart und nahm dort weiter sein Mandat im Rumpfparlament wahr.
Nach dem Ende der Revolution floh er trotz seiner gemäßigten Haltung aus Furcht vor Strafverfolgung an wechselnde Orte, u. a. zunächst ins Elsass, später nach Belgien und 1852 in die Schweiz. In Abwesenheit wurde er tatsächlich unterdessen 1850 wegen Hochverrats zu neun Jahren Zuchthaus verurteilt. 1858 leistete er eine Reueerklärung und wurde auf Bewährung begnadigt, so dass er 1859 nach Baden zurückkehrte und sich in Bühl, ab etwa 1865 dann in Rastatt als Anwalt niederließ. Politisch hat sich Junghanns nach seiner Rückkehr aus dem Exil nicht mehr betätigt, vielmehr hat er sich in Rastatt noch verschiedentlich kulturell und innerhalb der Berufsstände engagiert.
Er war verheiratet mit Amalie Rindenschwender und hatte mit dieser drei Söhne und zwei Töchter.